# اوریولو
اوریولو (به ایتالیایی: Oriolo) یک کومونه در ایتالیا است که در استان کزنتزا واقع شده‌است. اوریولو ۸۳ کیلومتر مربع مساحت و ۲٬۶۵۹ نفر جمعیت دارد و ۴۵۰ متر بالاتر از سطح دریا واقع شده‌است.

## خواهرخوانده
شهر Costigliole Saluzzo خواهرخواندهٔ اوریولو هست.